# Etta Palm d'Aelders
Etta Lubina Johanna Palm d'Aelders, född i april 1743 i Groningen, död 28 mars 1799 i Haag, var en nederländsk författare och feminist. Hon var aktiv i Frankrike under franska revolutionen och höll 30 december 1790 det berömda talet Utredning över lagar till mäns förmån på bekostnad av kvinnor.

## Tidigt liv
Etta Palm d'Aelders var dotter till Jacobus Aelders och Agatha Petronella de Sitter, administratörer av den statliga pantbanken och ägare av ett pappersbruk. Hon gifte sig 1762 med studenten Christiaan Ferdinand Lodewijk Palm; äktenskapet ska ha arrangerats efter att hon inlett ett förhållande med en gift man, postmästaren Johan Assuerus Veldtman, i Groningen och Drenthe. Makarna separerade 1763.
Etta Palm d'Aelders gjorde 1768 en resa till Sicilien med advokat Johan Munnik (1741–1815), konsul på Sicilien. Från 1773 bodde hon i Paris, där hon presenterade sig som "(änke)baronessan d'Aelders"; hon umgicks med ministrar och levde ett förmöget liv. Hon ska ha försörjts genom sina förhållanden, men också genom att utöva politiska påtryckningar genom sina inflytelserika bekanta mot betalning. Etta Palm tjänade även pengar som informatör. 1778 gjorde hon på uppdrag av Ludvig XVI:s regering en resa till Amsterdam för att utrön Nederländernas inställning till amerikanska frihetskriget, och 1788 skickade hon regelbundna rapporter om de politiska händelserna i Frankrike till den nederländska regeringen, samt de planer som hystes av politiska flyktingar från Nederländerna (1790). Hon agiterade i pamfletter mot den landsflyktiga nederländska oppositionen, som hon beskrev som aristokrater som lät sig försörjas som marionetter av utlandet och inte var allvarligt intresserade av demokrati.

## Under franska revolutionen
Etta Palm d'Aelders välkomnade franska revolutionen med entusiasm och blev 1790 medlem av den politiska diskussionsföreningen Amis de la vérité där långtgående sociala reformer diskuterades. 1791 blev hon medlem av jakobinernas Société des Patriotes Frater Elle des deux. Hon hade goda kontakter med revolutionärer som Jean-Louis Carra, Pierre Brissot och Claude Basire.
Bland de frågor hon förde fram i diskussionsklubben var främst den om könens jämlikhet, och hon blev känd som den första kvinna som höll ett offentligt anförande i en politisk förening: den 31 oktober 1790 höll hon i Amis de la vérité ett mycket uppmärksammat tal om kvinnans ställning. Hon påpekade att även kvinnorna borde ta del av den nya frihet och rättvisa som revolutionen åstadkommit, och uppmanade männen att släppa in kvinnorna som kamrater. Talet trycktes och distribuerades offentligt och hon fick motta flera utmärkelser; hon blev bland annat hedersmedlem av nationalgardets kvinnoförening i Creil-sur-Oise och den civila kronan i Bordeaux. I mars 1791 grundade hon en utbrytarorganisationen ur Amis de la vérité, Société et de Bienfaisance des Amies de la vérité, som utövade påtryckningar på nationalförsamlingen att förbättra kvinnors ställning i, till exempel, arvsrätt och lagstiftningen om äktenskaplig trohet. Det finansierade även yrkeskurser för kvinnor.
Samma år attackerades hon av Antoine-Marie Cerisier, som framställde henne som en intrigant utlänning och hora som endast stödde demokratin i Paris, medan hon i Nederländerna stödde orangisterna och upprätthöll kontakt med Preussen, och i juli 1791 arresterades hon med åtta andra utlänningar anklagad för att ha planerat en rojalistisk demonstration; hon släpptes dock då hon inte hade något med detta att göra. Hon publicerade Palm Appel aux Françoises sur la förnyelse des moeurs, et nécessité de l'Inflytande des femmes dans un gouvernement libre, hennes tal om att båda kön bör få inflytande på regeringen. 1792 presenterade hon en nederländsk översättning av Condorcets berömda Déclaration de l'Assemblée de l'Europe aux puissances för nationalförsamlingen, och den 1 april 1792 ledde hon en kvinnlig delegation till nationalförsamlingen med kravet på lika rättigheter för män och kvinnor. Delegationen framställde krav på lika utbildning, politisk frihet och lika rättigheter.

## Senare liv
I oktober 1792 reste hon till Haag, där hon fram till 1793 agerade informellt sändebud mellan Frankrike och Nederländerna på uppdrag av utrikesminister Lebrun. Hon levde sedan under svåra ekonomiska omständigheter. Vid den franska invasionen av Nederländerna fängslades hon för orangistsympatier fram till 20 december 1798. Hon avled i lunginflammation tre månader efter sitt frisläppande.
Etta Palm d'Aelders har ibland kallats den första feministen.